# ارتفاع ضغط الدم
فرط الضغط (HTN) أو فرط ضغط الدم أو ارتفاع ضغط الدم، ويُسّمى في بعض الأحيان فرط الضغط الشرياني، هو حالة مرضية مزمنة يكون فيها ضغط الدم في الشرايين مرتفعًا. هذا الإرتفاع يتطلب من القلب العمل بجهد أكبر من المعتاد لكي يتمكن من دفع الدم في الأوعية الدموية. يتكون ضغط الدم من رقمين هما الضغط الانقباضي والضغط الانبساطي، وهذا يعتمد على الضغط الحاصل والمقاس أثناء تقلص عضلة القلب (الانقباض) أو استرخائها بين الضربات (الانبساط). يتراوح ضغط الدم الانقباضي الطبيعي أثناء الراحة بين 100-140 مم زئبق (القراءة العليا) والانبساطي بين 60-90 مم زئبق (القراءة السفلى). يعتبر ضغط الدم مفرطا إذا كانت قيمته تبلغ أو تزيد عن 140/90 مم زئبق باستمرار.
ويصنف فرط ضغط الدم إما فرط ضغط الدم الأولي (الأساسي) أو فرط ضغط الدم الثانوي. وتصنف نحو 90-95٪ من الحالات على أنها «فرط ضغط دم أساسي»، مما يعني ارتفاع ضغط الدم دون وجود حالة طبية واضحة مسببة له. الحالات الأخرى سببها تاثير الكليتين أو شرايين القلب أو جهاز الغدد الصمّ والتي تسبب الحالات المتبقية من فرط الضغط والتي تشكل نسبة 5 – 10% من الحالات (فرط الضغط الثانوي).
في حالة عدم معالجة فرط ضغط الدم فإن المريض معرض لمضاعفات مثل مرض القلب التاجي ومرض القلب الضغطي.
فرط ضغط الدم من أهم عوامل الخطورة للسكتة الدماغية واحتشاء عضلة القلب (النوبات القلبية) وفشل القلب وأم الدم الشريانية (مثل أم الدم الأبهرية) ومرض الشرايين المحيطية، وهو أحد أسباب الإصابة بمرض الكلى المزمن. وحتى الارتفاع المعتدل في الضغط الشرياني يترافق بقصر العمر المتوقع. يمكن للتغييرات المجراة على الحمية الغذائية وعلى أسلوب الحياة أن تحسّن من القدرة على التحكم بضغط الدم وأن تنقص من مضاعفات المخاطر الصحية المرافقة له. ولكن كثيرًا ما تبرز الضرورة للعلاج الدوائي لدى الأفراد الذين تكون التغييرات على أسلوب الحياة غير فعالة أو غير كافية لديهم.

## العلامات والأعراض
نادرًا ما يُرافق ارتفاع ضغط الدم أعراض أخرى، أما تحديد الإصابة به فعادة ما يكون من خلال الكشف الطبي، أو عندما يشكو المريض من مشاكل غير ذات صلة. هنالك نسبة من الأشخاص الذين يعانون من ارتفاع ضغط الدم يشكون من الصداع (خاصة في القذال وهو الجزء الخلفي من الرأس وفي الصباح)، وكذلك الدوار والدوخة والطنين وقد يصاحبه غواش في الرؤية أو نوبات الإغماء. ومع ذلك، فإن هذه الأعراض قد تكون ذات صلة بالقلق بدلاً من ارتفاع ضغط الدم نفسه.
من خلال الفحص السريري، يمكن الاشتباه ارتفاع ضغط الدم على أساس وجود اعتلال الشبكية بفرط ضغط الدم الذي يكشف عنهُ بواسطة الفحص من قاع العين الموجود في الجزء الخلفي من العين باستخدام تنظير العين. من الناحية التقليدية، تصنف شدة اعتلال الشبكية المصاحبة لارتفاع ضغط الدم من المستوى (I-IV)، رغم أن الأنواع غير الشديدة قد يكون من الصعب تمييزها عن بعضها البعض. كما أن تنظير العين يمكن أن يوضح إلى أي مدى مُصاب الشخص بارتفاع ضغط الدم.

### فرط ضغط الدم الثانوي
الإصابة ببعض العلامات والأعراض الإضافية قد يوحي بالإصابة بارتفاع ضغط الدم الثانوي، أي ارتفاع ضغط الدم نتيجة لسبب محدد مثل أمراض الكلى أو أمراض الغدد الصماء. على سبيل المثال، ظهور أعراض السمنة الجذعية واختلال تحمل الجلوكوز ووجه القمر والحثل الشحمي (سنام الجاموس) وظهور تجعدات صغيرة بنفسجية تشير إلى احتمالية الإصابة بمتلازمة كوشينغ. فرط الدرقية وضخامة الأطراف يمكن أيضًا أن تسبب ارتفاع ضغط الدم ولها أعراض وعلامات مميزة. يمكن أن يكون اللغط الوعائي مؤشرًا على تضيق الشريان الكلوي، في حين أن انخفاض ضغط الدم في الأطراف السفلية أو تأخر أو غياب نبض الشرايين الفخذية قد يشير إلى تضيق الأبهر (تضيق الشريان الأبهر بعد مسافة قصيرة من القلب). ارتفاع ضغط الدم بانتياب ويرافقه صداع وخفقان وشحوب وعرق قد يدفع بالشك بالإصابة بورم القواتم.

### أزمة فرط ضغط الدم
يسمى أحيانًا الارتفاع الحاد في ضغط الدم (الذي يعادل أو يتجاوز الضغط الانقباضي فيه 180 أو الانبساطي 110، والذي يدعى في بعض الأحيان فرط ضغط الدم الخبيث أو فرط الضغط المتسارع) على أنه أزمة فرط ضغط الدم. ويتوقع من فرط ضغط الدم الذي يتجاوز هذه المستويات إلى إمكانية عالية لحدوث المضاعفات. قد لا تظهر أي أعراض على الأفراد المصابين بفرط ضغط الدم ضمن هذا النطاق، ولكنهم سيشتكون على الأغلب من الصداع (22٪ من الحالات) والدوار أكثر من غيرهم. من الأعراض الأخرى التي قد تصاحب أزمة فرط ضغط الدم تدهور القدرة البصرية أو ضيق في التنفس بسبب قصور القلب أو الشعور العام بالتوعك بسبب الفشل الكلوي. من المعروف أن معظم الأفراد المصابين بأزمة فرط ضغط الدم يعانون من ارتفاع ضغط الدم، ولكن من الممكن أن تكون هناك عوامل إضافية هي التي أدت إلى ارتفاعه المفاجئ.
تحدث أزمة فرط ضغط الدم أو فرط ضغط الدم الإسعافي، والتي كانت تدعى سابقًا فرط ضغط الدم الخبيث، عندما يكون هناك دليل على ضرر مباشر على واحد أو أكثر من أعضاء الجسم نتيجة لارتفاع شديد في ضغط الدم. وهذا الضرر قد يشمل الاعتلال الدماغي بارتفاع ضغط الدم، وهو ينجم عن تورم واختلال وظيفي في الدماغ، ويتصف بالصداع وتغير درجة الوعي (الارتباك أو الوسن). من العلامات الأخرى على ضرر الأعضاء المستهدفة وذمة حليمة العصب البصري ونزف ونضحة قعر العين. أما ألم الصدر فقد يدل على تضرر عضلة القلب (والذي يمكن أن يتطور إلى احتشاء عضلة القلب) أو في بعض الأحيان تسلخ الأبهر (تمزق في الجدار الداخلي للشريان الأبهر. يعتبر كل من ضيق النفس والسعال والبلغم، والمفرزات البلغمية المدماة من العلامات المميزة للوذمة الرئوية. هذه الحالة عبارة عن تورم أنسجة الرئة بسبب فشل البطين الأيسر (عدم قدرة البطين الأيسر من القلب على ضخ الدم بشكل كاف من الرئتين إلى الجهاز الشرياني). وقد يحدث أيضاً تدهور سريع في وظائف الكلى (القصور الكلوي الحاد) وفقر الدم الانحلالي باعتلال الأوعية الدقيقة. في هذه الحالات، يعد التخفيض السريع لضغط الدم ضروريًا جدًا لوقف استمرار تضرر الأعضاء. في المقابل، لا يوجد أي دليل على أن ضغط الدم يحتاج إلى تخفيض سريع في حالات ارتفاعه الطارئة غير المترافقة بأدلة على ضرر أي عضو مستهدف، فلا يخلو تخفيض ضغط الدم السريع والمبالغ فيه من المخاطر. يفضل استخدام الأدوية عن طريق الفم لخفض ضغط الدم تدريجيًا خلال فترة تتراوح بين 24 إلى 48 ساعة في حالات فرط ضغط الدم الطارئة.

### الحوامل
يحدث ارتفاع ضغط الدم في حوالي 8-10٪ من حالات الحمل. وتعد المرأة الحامل مصابة بارتفاع ضغط الدم بسبب الحمل إذا حصلنا على قياسي ضغط دم يفصل بينهما فترة لا تقل عن ساعات وكانا أعلى من 140/90 ملم زئبق. معظم النساء المصابات بارتفاع ضغط الدم بسبب الحمل مصابات من قبل بارتفاع ضغط الدم الأساسي، ولكن ارتفاع ضغط الدم أثناء الحمل قد يكون أول علامة على الإصابة بمقدمات الارتعاج، وهي حالة خطيرة في النصف الثاني من الحمل والنفاس. وتتميز مقدمات الارتعاج بزيادة ضغط الدم ووجود البروتين في البول. ويحدث في حوالي 5٪ من حالات الحمل، وسبب لحوالي 16٪ من جميع وفيات الأمهات عالميا. كما أن مقدمات الارتعاج تضاعف من خطر وفيات ما حول الولادة. عادة لا توجد أي أعراض لمقدمات الارتعاج أما الكشف عنها فيكون بواسطة الفحص الروتيني. عندما تحدث أعراض مقدمات الارتعاج، وأبرزها الصداع واضطراب البصر (عادة «الأضواء الساطعة»)، والتقيؤ وألم شرسوفي والوذمة.
مقدمات الارتعاج يمكن أن تتطور في بعض الأحيان إلى حالة تهدد الحياة تسمى تسمم الحمل، وهي حالة من حالات أزمة فرط ضغط الدم، ولها العديد من المضاعفات الخطيرة بما في ذلك فقدان البصر ووذمة دماغية ونوبة توترية رمعية واختلاج قصور كلوي ووذمة الرئة وتخثر منتثر داخل الأوعية (اضطراب في تخثر الدم).

### الرضع والأطفال
من الممكن أن يحدث فشل النمو ونوبات الصرع والتهيجية والخمول وصعوبة في التنفس  بسبب فرط ضغط الدم لدى حديثي الولادة وصغار الرضع.
في الرضع والأطفال الأكبر سنا يمكن أن يؤدي فرط ضغط الدم لإحداث الصداع ونوبات التهيج غير المبررة والإعياء، وفشل النمو وزغللة العين والرعاف وشلل الوجه النصفي.

## الأسباب

### فرط ضغط الدم الأولي
فرط ضغط الدم الأولي (الأساسي) هو النوع الأكثر شيوعاً من أنواع ارتفاع ضغط الدم، وهو ما يمثل 90-95٪ من جميع حالات ارتفاع ضغط الدم. في جميع المجتمعات المعاصرة تقريباً، ترتفع نسبة حدوث فرط ضغط الدم مع التقدم بالعمر وتصبح إمكانية الإصابة بفرط ضغط الدم في المراحل المتقدمة من العمر نسبة لا يستهان بها  يحدث فرط ضغط الدم نتيجة لتداخلات معقدة بين الجينات والعوامل البيئية. وقد تم التعرف على عدد كبير من الجينات الشائعة التي لها تأثيرات ضئيلة على ضغط الدم فضلا عن بعض الجينات النادرة ذات التأثيرات الكبيرة على ضغط الدم  ولكن لا تزال الأسس الجينية لفرط ضغط الدم غير مفهومة جيداً. هناك عدة عوامل بيئية تؤثر على ضغط الدم. تشمل العوامل المرتبطة بأسلوب الحياة والتي تخفض ضغط الدم إنقاص كمية الملح المتناول مع الطعام،  وزيادة تناول الفواكه والمنتجات قليلة الدسم (الأسلوب الغذائي لوقف ارتفاع ضغط الدم (حمية داش)) والتمارين الرياضية  وفقدان الوزن  وإنقاص تناول من المشروبات الكحولية يساعد أيضاً في خفض ضغط الدم. التوتر النفسي له تأثير بسيط  أما التأمل خارج نطاق الواقع فهو غير مدعوم بدليل. العوامل الأخرى مثل استهلاك الكافائين وتأثير عوز الفيتامين د  أقل وضوحا. ويعتقد أيضاً أن مقاومة الإنسولين، وهي أمر شائع في حالات السمنة، وتشكل أحد أركان متلازمة اكس (أو متلازمة التمثيل الغذائي)، تساهم في ارتفاع ضغط الدم. وتشير الدراسات الحديثة أيضاً إلى الدور الذي تلعبه الأحداث في وقت مبكر من الحياة (على سبيل المثال، انخفاض الوزن عند الولادة وتدخين الأم الحامل وعدم الإرضاع من الثدي) عوامل خطورة مؤهبة لفرط ضغط الدم للبالغين. ولكن الآليات التي تربط بين التعرض لهذه الأمور وفرط ضغط الدم لدى البالغين ما تزال غامضة.

### فرط ضغط الدم الثانوي
يحدث فرط ضغط الدم الثانوي نتيجة لسبب يمكن تحديده. تعد أمراض الكلى السبب الثانوي الأكثر شيوعاً لإحداث فرط ضغط الدم الثانوي، ويمكن أيضاً أن يحدث فرط ضغط الدم الثانوي نتيجة لحالات تؤثر على الغدد الصماء مثل متلازمة كوشينغ وفرط نشاط الغدة الدرقية ونقص نشاط الغدة الدرقية وضخامة النهايات ومتلازمة كون أو فرط الألدوستيرون وفرط الدريقات وورم القواتم.
تشمل الأسباب الأخرى لفرط ضغط الدم الثانوي كلا من البدانة وانقطاع النفس الانسدادي النومي الحمل وتضيق الشريان الأبهر والإفراط في تناول عرقسوس وبعض الأدوية الموصوفة والأدوية العشبية والعقاقير غير المشروعة.

## الفسيولوجيا المرضية

مخطط يوضح العوامل المؤثرة على ضغط الدم الشرياني.

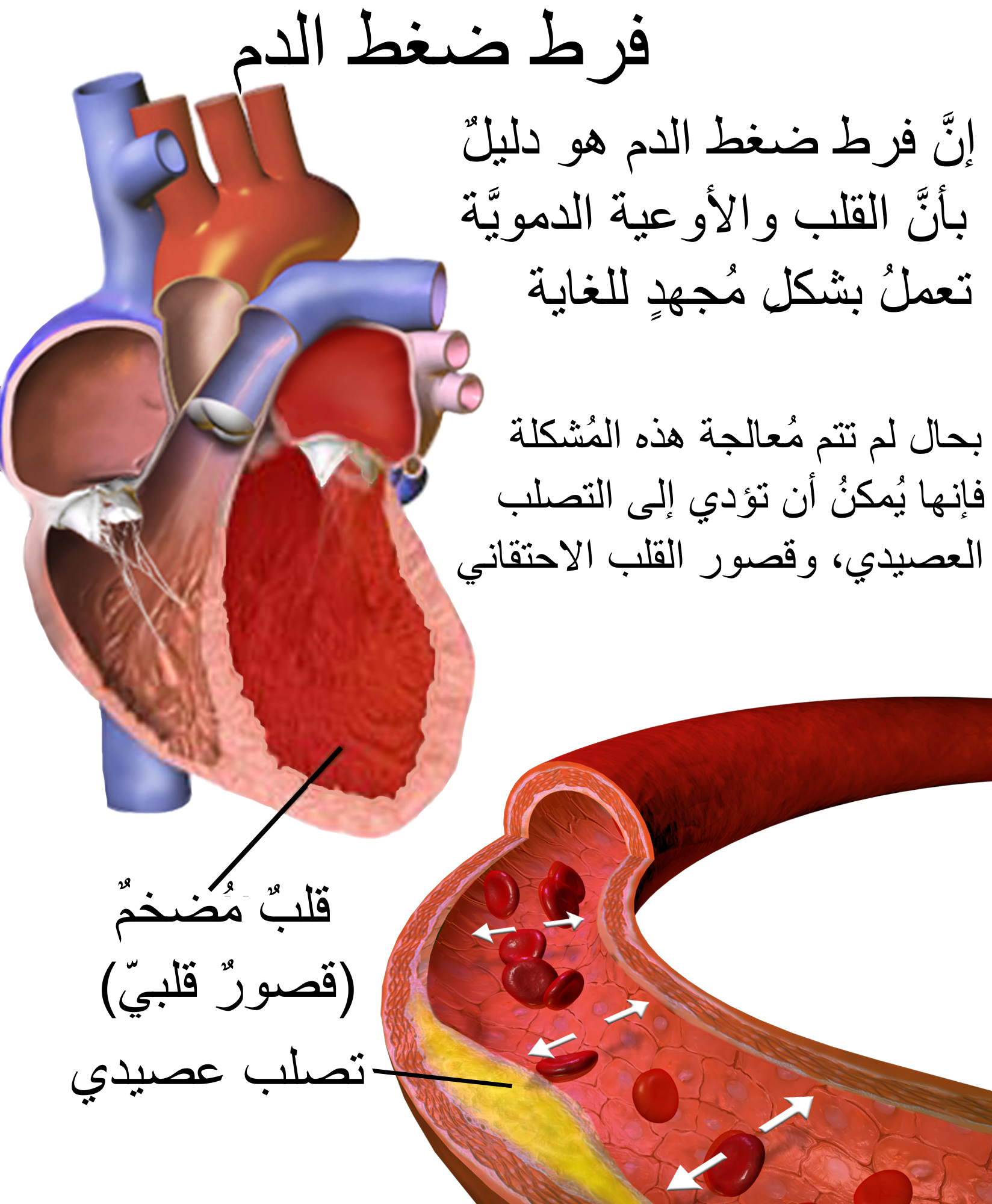
صورة توضيحية لبيان تأثيرات فرط ضغط الدم

تعد زيادة مقاومة الشرايين لتدفق الدم (المقاومة المحيطية الكلية) لدى معظم الأفراد المصابين بفرط ضغط الدم الأساسي (الأولي) العامل المؤدي لارتفاع الضغط بينما يبقى النتاج القلبي طبيعياً. هناك أدلة على أن بعض الشباب المصابين بحالة ما قبل فرط ضغط الدم أو «فرط ضغط الدم الحدّي» يكون لديهم النتاج القلبي مرتفعاً ومعدل ضربات القلب مرتفعاً بينما تكون المقاومة المحيطية طبيعية. وتسمى هذه الحالة فرط ضغط الدم الحدّي المفرط الحركة. ويكتسب هؤلاء الأفراد ميزات نمطية لفرط ضغط الدم الأولي في وقت لاحق من الحياة، نظرا لتراجع النتاج القلبي وارتفاع المقاومة المحيطية مع التقدم في السن  ولكن ماتزال إمكانية تعميم هذا النموذج النمطي على جميع الأفراد الذين سيصابون في نهاية المطاف بفرط ضغط الدم موضع جدل. يعزى ارتفاع المقاومة المحيطية لدى المصابين بفرط ضغط الدم الأولي بشكل رئيسي إلى التضيق البنيوي للشرايين الصغيرة والشريّنات. قد يساهم تناقص عدد الشعيرات الدموية أو كثافتها في ارتفاع المقاومة المحيطية ويترافق فرط ضغط الدم أيضا مع انخفاض مرونة الأوردة المحيطية، والتي قد تزيد بدورها من عودة الدم الوريدي إلى القلب، وتزيد أيضاً طليعة التحميل مؤدية في النهاية إلى عجز انبساطي. ما يزال من غير الواضح ما إذا كان الانقباض الفاعل للأوعية الدموية يلعب دورا في فرط ضغط الدم الثابت.
في كثير من الأحيان يزداد ضغط النبض (الفرق بين ضغط الدم الانقباضي والانبساطي) لدى كبار السن المصابين بفرط ضغط الدم. ويمكن لهذا الوضع أن ينجم عن الضغط الانقباضي الذي يكون مرتفعاً بشكل غير طبيعي، في حين يكون الضغط الانبساطي طبيعياً أو منخفضاً. وتدعى هذه الحالة ارتفاع ضغط الدم الانقباضي المعزول. ويفسر ارتفاع ضغط النبض لدى المسنين المصابين بفرط ضغط الدم أو بفرط ضغط الدم الانقباضي المعزول بازدياد تيبس الشرايين (وهو من مضاعفات تصلب الشرايين) والذي عادة ما يرافق التقدم بالعمر، والذي قد يتفاقم بسبب فرط ضغط الدم.
وتم اقتراح آليات عديدة لتفسير ارتفاع المقاومة الحادثة في منظومة الشرايين في حالات فرط ضغط الدم. معظم الأدلة تشير إلى أحد هذين السببين أو كليهما:
- اضطرابات في طريقة تعامل الكليتين مع الملح والماء وخاصة الاضطرابات غير الطبيعية في نظام الرينين-أنجيوتنسين.[36]
- اضطرابات الجهاز العصبي الودي[37]

إن وجود إحدى هاتين الآليتين لا يلغي وجود الأخرى، وغالبا ما تساهم كل منهما إلى حد ما في معظم حالات فرط الضغط الأساسي. وقد اقترح أيضا أن الخلل الوظيفي للطبقة البطانية (اختلال وظيفي في بطانة الاوعية الدموية) والتهاب الأوعية الدموية قد يساهم أيضاً في زيادة المقاومة المحيطية وتلف الأوعية الدموية في حالات ارتفاع ضغط الدم.
وقد حصل إنترلوكين 17 على الاهتمام لدوره في زيادة إنتاج عدة عوامل كيميائية مناعية أخرى يعتقد أن تشارك في ارتفاع ضغط الدم مثل عامل نخر الورم ألفا وإنترلوكين 1 وإنترلوكين 6 وإنترلوكين 8.

## التشخيص
| الجهاز                                            | الفحوصات |
| ------------------------------------------------- | --- |
| الجهاز البولي                                     | تحليل البول المجهري والبيلة البورتينية ونيتروجين اليوريا في الدم والكرياتينين                                    |
| جهاز الغدد الصماء                                 | مسويات الصوديوم والبوتاسيوم والكالسيوم وهرمون منبه الدرقية في المصل                                              |
| التمثيل الغذائي                                   | اختبار الغلوكوز الصومي وبروتين دهني مرتفع الكثافة وبروتين دهني منخفض الكثافة والكوليسترول الكلي وثلاثي الغليسريد |
| أخرى                                              | هيماتوكريت وتخطيط كهربية القلب وتصوير الصدر بالأشعة السينية                                                      |
| المصدر: هاريسون لأساسيات الطب الباطني ومصادر أخرى | |

يشخص ارتفاع ضغط الدم عندما يعاني المريض من ارتفاع مستمر في ضغط الدم. بحسب متطلبات المعهد الوطني للصحة وجودة الرعاية، فمن الناحية التقليدية يتطلب تشخيص ثلاثة قياسات منفصلة بواسطة مقياس ضغط الدم يفصل بين كل منها مدة شهر واحد. أما جمعية القلب الأمريكية فتطلب ثلاثة قياسات على الأقل في زيارتين للرعاية الصحية. تستثنى حالات ضغط الدم المرتفع جداً خاصة في حالات المرضى المصابين بخلل في الأعضاء.
يتضمن التقييم الأولي لمرضى ارتفاع ضغط الدم السيرة المرضية الكاملة والفحص البدني. مع توافر أجهزة مراقبة ضغط الدم المتجول على مدار الساعة وأجهزة قياس ضغط الدم المنزلية، فقد أدت أهمية تجنب وضع التشخيص غير الصحيح للمرضى الذين يعانون من فرط ضغط معطف المختبر إلى تغيير في البروتوكولات. في المملكة المتحدة، تتمثل أفضل الممارسات حالياً في متابعة مراقبة القراءة المرتفعة لضغط الدم في العيادة بالقياس المتجول. ويمكن أيضا متابعة المراقبة، ولكن بدرجة أقل مثالية، بواسطة أجهزة قياس الضغط المنزلية على مدى سبعة أيام. أما حالات فرط ضغط الدم الكاذب عند المسنين أو متلازمة عدم انضغاط الشريان فقد تتطلب أيضا أخذها بالحسبان. يعتقد أن تحدث هذه الحالة بسبب تكلس الشرايين مما يؤدي إلى ارتفاع غير عادي في قراءات ضغط الدم من الذراع بينما ضغط الدم داخل الشرايين طبيعيي. ارتفاع ضغط الدم الانتصابي حالة تحدث عندما يزيد ضغط الدم عند الوقوف.
وبمجرد التأكد من تشخيص ارتفاع ضغط الدم، سيحاول الأطباء تحديد السبب المؤدي له استنادا إلى عوامل الخطورة والأعراض الأخرى إن وجدت. ارتفاع ضغط الدم الثانوي أكثر شيوعا بين الأطفال في فترة ما قبل المراهقة وتحدث معظم حالاته بسبب أمراض الكلى. ارتفاع ضغط الدم الأولي أو الأساسي أكثر شيوعا بين المراهقين وله عوامل خطورة متعددة، بما في ذلك السمنة ووجود تاريخ عائلي لارتفاع ضغط الدم. يمكن إجراء الفحوص المخبرية لتحديد الأسباب المحتملة لارتفاع ضغط الدم الثانوي، ولمعرفة ما إذا كان ارتفاع ضغط الدم قد ألحق أضرارا بالقلب والعينين والكليتين. كما يتم إجراء اختبارات إضافية للكشف عن السكري وارتفاع الكوليسترول في الدم لأن هذه الحالات تعتبر من عوامل الخطورة المهيئة للإصابة بأمراض القلب، وربما كانت بحاجة إلى العلاج.
يقاس معدل الكرياتينين في المصل لتقييم وجود مرض الكلى، والذي قد يكون سببا أو نتيجة لارتفاع ضغط الدم. يمكن لقياس معدل الكرياتينين في المصل أن يعطي فكرة عن معدل الترشيح الكبيبي. تدعو الإرشادات المعتمدة حديثا إلى استخدام المعادلات التنبؤية مثل معادلة تعديل النظام الغذائي في أمراض الكلى (MDRD) وذلك لتقدير معدل الترشيح الكبيبي. تقدير معدل الترشيح الكبيبي يمكن أن يوفر الأرقام الأساسية للأداء الوظيفي للكلية والتي يمكن استخدامها لمراقبة التأثيرات الجانبية لأدوية معينة من خافضات الضغط على وظائف الكلى. يمكن أيضا اختبار عينات البول للكشف عن البروتين والذي يستعمل أيضا مؤشراً ثانوياً على أمراض الكلى. يتم إجراء تخطيط كهربية القلب (EKG/ECG) بحثا عن دليل لإثبات أن القلب قد تأثر سلبيا بسبب ارتفاع ضغط الدم. ويمكن لهذا الاختبار أيضا أن يثبت تسمك عضلة القلب (تضخم البطين الأيسر) أو إذا كان القلب قد أصيب باضطرابات سابقة بسيطة كتعرضة لنوبة قلبية صامتة. يمكن أيضا إجراء تصوير الصدر بالأشعة السينية أو إجراء تخطيط صدى القلب للبحث عن دلائل على تضخم القلب أو الأضرار التي لحقت به.

### البالغون
| التصنيف                                  | ضغط الدم الانقباضي، مم زئبقي | ضغط الدم الانبساطي، مم زئبقي |
| ---------------------------------------- | ---------------------------- | ---------------------------- |
| انخفاض ضغط الدم                          | <90                          | <60                          |
| الطبيعي                                  | 90–119 90–129                | 60–79 60–84                  |
| ما قبل فرط ضغط الدم (طبيعي مرتفع، مرتفع) | 120–129 130–139              | 60–79 85–89                  |
| ارتفاع ضغط الدم المرحلة 1                | 130-139 140–159              | 80-89 90–99                  |
| ارتفاع ضغط الدم المرحلة 2                | >140 160–179                 | >90 100–109                  |
| نوبة فرط الضغط                           | ≥ 180                        | ≥ 120                        |
| فرط ضغط الدم الانقباضي المنعزل           | ≥ 160                        | <90 to 110                   |

يعرّف فرط ضغط الدم لدى الأفراد الذين تبلغ أعمارهم 18 سنة أو أكثر بأنه حالة ضغط الدم الانقباضي و/أو ضغط الدم الانبساطي الذي يكون قياسه دوماً أعلى من القيم العادية المقبولة (حاليا الضغط الانقباضي 139 ملم زئبق، والضغط الانبساطي 89 ملم زئبق. انظر الجدول: تصنيف (JNC7)). إذا كانت القياسات مستمدة من مراقبة ضغط الدم المتنقل أو المنزلي لمدة 24 ساعة، فستستخدم مستويات أقل (135 ملم زئبق لضغط الدم الانقباضي أو 85 ملم زئبق لضغط الدم الانبساطي). في الارشادات الدولية الحديثة لفرط ضغط الدم، استحدثت فئات تتجاوز مجال ارتفاع ضغط الدم للإشارة إلى استمرارية المخاطر في حالات ارتفاع الضغط في المجال الطبيعي لضغط الدم. استخدمت اللجنة الوطنية المشتركة للوقاية في مقررات اجتماعها السابع (JNC7 - 2003)  مصطلح ما قبل فرط ضغط الدم لضغط الدم الانقباضي الذي يتراوح بين 120-139 ملم زئبق و/أو لضغط الدم الانبساطي الذي يتراوح بين 80-89 ملم زئبق، بينما تستخدم توصيات الجمعية الأوروبية لارتفاع ضغط الدم والجمعية الأوروبية لأمراض القلب (ESH-ESC Guidelines 2007) وجمعية ضغط الدم البريطانية (BHS IV - 2004) تصنيفات أخرى هي المثالي والطبيعي والطبيعي المرتفع لتقسيم الضغط الذي يقل عن 140 مم زئبق بالنسبة للضغط الانقباضي والذي يقل عن 90 ملم زئبق بالنسبة للضغط الانبساطي. كما توجد تصنيفات فرعية أيضا لفرط ضغط الدم على النحو التالي:
- اللجنة الوطنية المشتركة للوقاية (JNC7) تميز بين فرط ضغط الدم من المرحلة الأولى وارتفاع ضغط الدم المرحلة الثانية وفرط ضغط الدم الانقباضي المعزول. فرط ضغط الدم الانقباضي المعزول يشير إلى ارتفاع الضغط الانقباضي مع بقاء الضغط الانبساطي طبيعياً، وهو وشائع بين المسنين.[57]
- أما التوجيهات الصادرة عن الجمعية الأوروبية لارتفاع ضغط الدم والجمعية الأوروبية لأمراض القلب (ESH-ESC) لعام 2007[58] وجمعية ضغط الدم البريطانية في دورتها الرابعة (BHS IV) (2004),[59] فتحدد المرحلة الثالثة من فرط ضغط الدم للأشخاص الذين يعانون من ضغط الدم الانقباضي الذي يتجاوز 179 ملم زئبق أو من الضغط الانبساطي الذي يتجاوز 109 ملم زئبق.
- ويصنف فرط ضغط الدم تحت اسم المقاوم في حال لم تتمكن الأدوية. من خفض ضغط الدم إلى المستويات الطبيعية.[57]
- قامت جمعية القلب الأمريكية مع مجلس القلب الأمريكي في نوفمبر 2017 بوضعِ توصياتٍ جديدةٍ لتشخيص مرض ارتفاع ضغط الدم، وذلك بخفضِ الحد الأعلى لضغطِ الدم الانقباضي من 140 إلى 130 ملم زئبق وكذلك خفض الحد الأعلى لضغط الدم الانبساطي إلى 80 بدلًا من 90 ملم زئبق.[60]

### الأطفال
فرط ضغط الدم لدى حديثي الولادة نادر الحدوث ويصيب حوالي 0.2 إلى 3٪ من حديثي الولادة. لا يقاس ضغط الدم لدى الأطفال حديثي الولادة الأصحاء بصورة روتينية. فرط الضغط أكثر شيوعا لدى الأطفال حديثي الولادة ذوي عوامل الخطورة المرتفعة. هناك مجموعة من العوامل مثل عمر الحمل والعمر الحقيقي خارج الرحم والوزن عند الولادة التي يجب أن تؤخذ في الاعتبار لتقرير ما إذا كان ضغط الدم طبيعياً لدى حديثي الولادة.
يشخص فرط ضغط الدم بالزيادة في ضغط الدم بعد عدة زيارات وهو يؤثر على 1٪ إلى 5٪ من الأطفال والمراهقين ويترافق مع مخاطر طويلة المدى لاعتلال الصحة. يرتفع ضغط الدم مع تقدم العمر في الطفولة ويشخص فرط ضغط الدم بمتوسط ضغط الدم الانقباضي أو الانبساطي لثلاثة مناسبات أو أكثر لتساوي أو تتجاوز 95% من ضغط الدم المناسب لجنس وعمر وطول الطفل. يجب تأكيد ارتفاع ضغط الدم في زيارات متكررة قبل تشخيص إصابة الطفل بفرط ضغط الدم. حالة ما قبل فرط ضغط الدم في الأطفال قد تعرف بأنها متوسط ضغط الدم الانقباضي أو ضغط الدم الانبساطي أعلى أو يساوي 90% ولكن أقل من 95%. أما عند المراهقين فقد اقترح أن يشخص وتصنف فرط ضغط الدم وما قبل فرط ضغط الدم باستخدام نفس المعايير للبالغين.
إن قيمة الفحص الروتيني لفرط ضغط الدم عند الأطفال فوق سن 3 سنوات موضع نقاش. في عام 2004، أوصى البرنامج التعليم الوطني لضغط الدم العالي أن الأطفال الذين أعمارهم 3 سنوات فما فوق يجب قياس ضغط الدم مرة واحدة على الأقل في كل زيارة للرعاية الصحية. كما أوصى كل من المعهد الوطني للقلب والرئة والدم والأكاديمية الأمريكية لطب الأطفال توصية مماثلة. إلا أن الأكاديمية الأمريكية لأطباء الأسرة تدعم وجهة نظر فرقة الخدمات الوقائية الأمريكية بأن الأدلة غير كافية لتحديد توازن فوائد ومضار فحص ضغط الدم عند الأطفال والمراهقين الذين ليس لديهم أعراض.

## الوقاية
إن عدد المصابين بارتفاع ضغط الدم دون أن يدركوا ذلك كبير، وهناك حاجة لاتخاذ تدابير يستفيد منها الناس كافة للحد من تأثيرات ارتفاع ضغط الدم وتقليل الحاجة إلى العلاج بالأدوية الخافضة للضغط. ويوصى بتغيير نمط الحياة لخفض ضغط الدم قبل بدء العلاج بالأدوية. اقترحت إرشادات وتوجيهات جمعية ضغط الدم البريطانية الصادرة عام 2004 التغييرات التالية على نمط الحياة بما يتفق مع المبادئ التوجيهية التي حددها البرنامج التعليم الوطني الأمريكي لضغط الدم العالي في عام 2002 للوقاية الأولية من ارتفاع ضغط الدم هي كما يلي:
- الحفاظ على وزن الجسم ضمن الحدود الطبيعية (على سبيل المثال، مؤشر كتلة الجسم 20-25 كجم/م²).
- الحد من كمية الصوديوم المتناول ضمن الغذاء إلى أقل من 100 ملي مول في اليوم (أقل من 6 غرام من كلوريد الصوديوم أو أقل من 2,4 غرام من الصوديوم في اليوم).
- الحرص على انتظام ممارسة التمارين الرياضية مثل المشي السريع (لفترة تساوي أو تتجاوز 30 دقيقة في اليوم ولمعظم أيام الأسبوع).
- الحد من استهلاك الكحول وعدم تجاوز 3 وحدات في اليوم للرجال ووحدتين للنساء.
- اتباع نظام غذائي غني بالفواكه والخضار (مثلاً، ما لا يقل عن خمس حصص في اليوم).

قد يساعد تغيير نمط الحياة بشكل فعال في خفض ضغط الدم بدرجة تعادل قدرة الأدوية الفردية الخافضة للضغط. ويمكن لتعديل عاملين أو أكثر من عوامل نمط الحياة أن يحقق نتائج أفضل.

## العلاج

### تعديل نمط الحياة
هو النوع الأول من أنواع علاج ارتفاع ضغط الدم مطابق لتغيير نمط الحياة الوقائي الموصى به وتشمل التغيرات الغذائية والتمارين الرياضية وفقدان الوزن. أثبتت كافة هذه التغييرات قدرة واضحة على خفض ضغط الدم لدى الأفراد المصابين بفرط الضغط. كما أن تأثيرها المتوقع قد يساوي أو يتجاوز تأثير دواء وحده. وإذا كان ضغط الدم مرتفعاً لدرجة كافية تستدعي الاستخدام الفوري للأدوية، فإن تغيير نمط الحياة يبقى مطلوبا ويوصى به.
يعد إجراء تغيير على النظام الغذائي مثل نظام غذائي منخفض الصوديوم أمراً مفيداً. كان اتباع نظام غذائي منخفض الصوديوم طويل الأجل (أكثر من 4 أسابيع) فعالاً في تخفيض ضغط الدم لدى كل من المصابين بارتفاع ضغط الدم أو ذوي ضغط الدم الطبيعي. كما أن اتباع الطرق الغذائية لوقف ارتفاع ضغط الدم (نظام DASH)، وهو نظام غذائي غني بالمكسرات والحبوب الكاملة والأسماك والدواجن والفواكه والخضروات يسهم في خفض ضغط الدم. ومن الخصائص الرئيسية لهذا البرنامج الحد من تناول الصوديوم رغم من أن هذا النظام الغذائي غني بكل من البوتاسيوم والمغنيسيوم والكالسيوم والبروتين.
هناك برامج مختلفة مصممة للمساهمة في الحد من التوتر النفسي مثل الارتجاع البيولوجي والتأمل التجاوزي قد يكون لها تأثير إضافي في الحد من ارتفاع ضغط الدم. رغم ذلك، فإن تقنيات أخرى مثل اليوغا والاسترخاء والتأمل لا يبدو أن فعالة في خفض ضغط الدم. بينما التقنيات المثبتة الفعالية فالمعلومات عنها محدود فيم إذا كان التقليل المعتدل في ضغط الدم له فعالية في منع الإصابة بأمراض القلب والأوعية الدموية.
ومن أنظمة التمارين المتبعة والتي قد يكون لها فعالية في خفض ضغط الدم:
- التمرين متساوي القياس
- التمارين الرياضية
- تمارين القوة
- التنفس الموجه بالجهاز

### الأدوية
تتوفر الآن عدة أصناف من الأدوية لمعالجة ارتفاع ضغط الدم، والتي يشار إليها مجتمعةً باسم خافضات ضغط الدم. عند وصف الأدوية، يؤخذ بعين الاعتبار مدى الخطورة القلبية الوعائية عند الشخص (بما في ذلك خطر انسداد العضلة القلبية وخطر السكتة) وقراءات ضغط الدم للحصول صورة أوضح حول هيئة المريض القلبية الوعائية. استفادة المريض مرتبطة بمقدار عوامل خطر أمراض القلب لديه. الأدلة على استفادة الأشخاص المصابين بارتفاع ضغط الدم الخفيف (متوسط ضغط الدم الانقباضي أقل من 160 ملم زئبقي و/أو ضغط الدم الانبساطي أقل من 100 ملم زئبق) وليس لديهم مشاكل صحية أخرى لا تدعم تقليل خطر الموت أو معدل المضاعفات الصحية الناجمة عن العلاج الدوائي. لا ينصح باستخدام الأدوية للأشخاص الذين يعانون من حالة ما قبل فرط ضغط الدم أو ضغط الدم الطبيعي العالي.
وإن تم بدء العلاج بالأدوية، توصي اللجنة الوطنية المشتركة لفرط ضغط الدم المنبثقة عن المعهد الوطني للقلب والرئة والدم في مقررات اجتماعها السابع (JNC-7)  بأن يراقب الطبيب مدى الاستجابة للعلاج ويقيّم أي أعراض جانبية قد تنتج عن تناول الأدوية. إن خفض ضغط الدم بمعدل 5 ملم زئبق بإمكانه أن يخفض خطر السكتة الدماغية بنسبة 34% وخطر داء القلب الإقفاري بنسبة 21%. وبإمكان خفض ضغط الدم كذلك أن يخفض احتمال الإصابة بالخرف وقصور القلب والوفاة بسبب أمراض القلب والأوعية الدموية.
يجب أن يكون الهدف من العلاج خفض ضغط الدم إلى أقل من 140/90 ملم زئبق لدى معظم الأشخاص، وأقل من ذلك للمصابين بمرض السكّري أو داء الكلى. ويوصي بعض المهنيين الطبّيين بالمحافظة على مستويات أقل من 120/80 ملم زئبق. لا يوجد دليل على ضرورة تخفيض ضغط الدم أقل من هذه المستويات. بسبب احتمال زيادة حصول الأعراض الجانبية. وهنالك حاجة للمزيد من العلاج أو تغييره إن لم يتم الوصول إلى ضغط الدم المقصود خصوصاً في حالات العطالة العلاجية.
لقد تغيرت الإرشادات حول خيارات الأدوية وأفضل الطرق لتحديد العلاج للمجموعات الثانوية المتنوعة مع مرور الزمن وهي تختلف من بلد لآخر. ولايتفق الخبراء على أفضل دواء. تدعم مؤسسة كوكرين ومنظمة الصحة العالمية وإرشادات الولايات المتحدة استخدام جرعة خفيفة من إحدى مدرات البول من نوع ثيازيد علاجاً ابتدائياً مفضّلاً. أما إرشادات المملكة المتحدة فتؤكد على محصرات قنوات الكالسيوم للأشخاص فوق الخامسة والخمسين من العمر أو اللذين يتحدرون من أصل أفريقي أو الكاريبي. هذه الإرشادات توصي بمثبطات الإنزيم المحول للأنجيوتنسين علاجاً ابتدائياً مفضلاً للأشخاص الأصغر عمراً. ويعد معقولا في اليابان البدء بأي واحد من ستة أصناف من الأدوية التي تشمل: محصرات قنوات الكالسيوم ومثبطات الإنزيم المحول للأنجيوتنسين وضادات مستقبلات أنجيوتنسين II ومدرات البول من نوع ثيازيد وحاصرات بيتا وحاصرات ألفا. أما في كندا وأوروبا، فكل هذه الأدوية ما عدا حاصرات ألفا فتعد خيارات أولية ممكنة. بمقارنة خافضات ضغط الدم تستخدم خطاً أولياً لعلاج فرط ضغط الدم مع دواء غفل، فإن حاصرات بيتا لها فائدة أكبر في الحد من السكتة، ولكن لا فرق في أمراض القلب التاجية أو جميع الأسباب المؤدي للوفاة. رغم ذلك، كانت ثلاثة أرباع حالات العلاج النشطة بحاصرات بيتا في التجارب العشوائية المحكومة المشمولة في الدراسة استخدمت أتينولول وليس أحد حاصرات بيتا الحديثة الموسعة للأوعية الدموية.

#### استخدام أدوية متعددة
يحتاج الكثير من المرضى إلى أكثر من عقار للتمكن من السيطرة على ضغط الدم. توصي جمعية القلب الأمريكية البدء بثيازيد وأحد مثبطات الإنزيم المحول للأنجيوتنسين أو ضادات مستقبلات أنجيوتنسين II أو محصرات قنوات الكالسيوم في المرضى الذين لديهم ضغط الدم الانقباضي أعلى من 160 ملم زئبق أو ضغط الدم الانبساطي أعلى من 100 ملم زئبق. علاج مركب من أحد مثبطات الإنزيم المحول للأنجيوتنسين مع أحد محصرات قنوات الكالسيوم أيضاً يمكن استخدامه.
من التركيبات غير المقبولة:
- محصرات قنوات الكالسيوم غير ديهيدروبيريدينية (مثل فيراباميل أو ديلتيازيم) مع حاصرات بيتا
- استخدام مزدوج لأدوية نظام رينين أنجيوتنسين (على سبيل المثال أحد مثبطات الإنزيم المحول للأنجيوتنسين مع أحد ضادات مستقبلات أنجيوتنسين II)
- أدوية نظام رينين أنجيوتنسين مع حاصرات بيتا
- حاصرات بيتا مع مخفضات الضغط ذات التأثير المركزي (مثل كلونيدين ومثيلدوبا وموكسونيدين)

يجب تجنب تركيبات تتكون من أحد مثبط الإنزيم المحول للأنجيوتنسين أو ضاد مستقبلات أنجيوتنسين II ومدر للبول ومضاد التهاب لاستيرويدي (بما في ذلك مثبطات كوكس-2 والأدوية المتاحة بدون وصفة مثل إيبوبروفين) وذلك لارتفاع إمكانية حصول قصور كلوي حاد. تعرف هذه التركيبة في منشورات الرعاية الصحية الأسترالية بالتعبير العامّي «النّحس الثلاثي» (بالإنجليزية: triple whammy)‏.
تتوفر حالياً أقراص تحتوي على تركيبات ثابتة من صنفين من الأدوية. وبالرغم من السهولة التي توفرها هذه الأقراص، إلا أنه يستحسن حفظها للأشخاص الذين يعالجون باستعمال المركبات الفردية لهذه الأقراص.

### كبار السن
إن معالجة ارتفاع ضغط الدم المعتدل إلى الشديد عند الأشخاص البالغين 60 سنة من العمر أو أكثر تقلل نسب الوفيات وتفاقم أمراض القلب والشرايين. أما عند الذين تزيد أعمارهم عن الثمانين، فيبدو أن العلاج لا يخفض معدلات الوفيات الإجمالية بدرجة كبيرة، ولكنه يقلل من إمكانية حدوث أمراض القلب. الهدف الموصى به لضغط الدم هو أقل من 150/90 ملم زئبق الخط الأول المفضل للعلاج في أمريكا هو مدر البول من نوع ثيازيد أو محصر قنوات الكالسيوم أو مثبط الإنزيم المحول للأنجيوتنسين أو ضاد مستقبلات أنجيوتنسين II. محصرات قنوات الكالسيوم هي العلاج المفضل في الإرشادات المعدَلة في المملكة المتحدة والقراءات المستهدفة للوصول إليها هي أقل من 150/90 ملم زئبق في المستشفى أو أقل من 145/85 ملم زئبق عند مراقبة ضغط الدم المتنقل أو المنزلي.

### فرط ضغط الدم المُقاوِم
ويعرف فرط ضغط الدم المقاوم بأنه فرط ضغط الدم الذي لا يزال مستوى ضغط الدم فيع أعلى من المستوى المستهدف على الرغم من استخدام ثلاثة خافظات للضغط تنتمي إلى مجموعات دوائية مختلفة في آن واحد. وقد نشرت توجيهات علاجية لعلاج فرط ضغط الدم المقاوم في المملكة المتحدة والولايات المتحدة. وقد افترض أن نسبة فرط ضغط الدم المقاوم قد تكون نتيجة النشاط المزمن المرتفع في الجهاز العصبي الذاتي؛ ويعرف هذا النوع بأنه «فرط ضغط الدم عصبي المنشأ». أحد الأسباب المهمة لفرط ضغط الدم المقاوم هو الالتزام منخفض بالعلاج.

## مضاعفات فرط ضغط الدم

رسم توضيحي يبين أهم المضاعفات الناتجة عن فرط ضغط الدم

فرط ضغط الدم هو أهم عوامل الخطورة التي يمكن الوقاية منها لتجنب الوفاة المبكرة في جميع أنحاء العالم. أمراض القلب التاجية والسكتات وأمراض الأوعية الدموية المحيطية وغيرها من أمراض القلب والأوعية الدموية بما فيها قصور القلب وأم الدم الأبهرية والتصلب العصيدي المنتشر والانصمام الرئوي. كما يعد فرط ضغط الدم أيضا عامل خطورة للنقيصة المعرفية والخرف ومرض الكلى المزمن. تشمل المضاعفات الأخرى اعتلال الشبكية واعتلال الكلية.

## انتشار المرض
| بدون معلومات <110 110-220 220-330 330-440 440-550 550-660 | 660-770 770-880 880-990 990-1100 1100-1600 >1600 |

معدل السنة الحياتية للإعاقة لداء القلب بفرط ضغط الدم لكل 100,000 من السكان في 2004.
بدون معلومات
<110
110-220
220-330
330-440
440-550
550-660
660-770
770-880
880-990
990-1100
1100-1600
>1600

في عام 2000، هنالك حوالي مليار شخص، أي مايقارب 26% من البشر البالغين، يعانون من فرط ضغط الدم. وهو شائع في كل من في الدول المتقدمة (333 مليون) والدول غير المتقدمة (639 مليون). ولكن المعدلات تتباين بشكل ملحوظ في المناطق المختلفة، حيث تنخفض إلى حد 3.4% بين الرجال و6.8% بين النساء في المناطق الريفية من الهند وترتفع إلى حد 68.9% بين الرجال و72.5% بين النساء في بولندا. في عام 2013، كان 30-45% من سكان أوروبا البالغين مصابين بفرط ضغط الدم.
في عام 1995، قدّر عدد الأشخاص المصابين بارتفاع ضغط الدم أو الذين يتعاطون الأدوية لمكافحته بحوالي 43 مليون نسمة. ويمثل هذا العدد مايقارب 24% من السكان البالغين في الولايات المتحدة. ازدادت معدلات الإصابة بفرط ضغط الدم في الولايات المتحدة في وبلغت 29% في عام 2004. في عام 2006، بلغ مجموع حالات فرط ضغط الدم 76 مليون شخص بالغ (34% من مجوع السكان) في الولايات المتحدة، ويعاني الأمريكيون الأفارقة البالغون من واحد من أعلى معدلات الإصابة بفرط ضغط الدم في العالم وهو 44%. المرض أكثر شيوعاً بين الأفارقة الأمريكيين والفلبينيين وسكان أمريكا الأصليين وأقل شيوعاً بين البيض والأمريكيين من أصل مكسيكي. وترتفع المعدلات مع العمر، وتبلغ ذروتها في الجنوب الشرقي للولايات المتحدة. فرط ضغط الدم أكثر شيوعاً عند الرجال بالمقارنة مع النساء (علماً بأن سن اليأس يخفض من هذا الفرق)، وأكثر شيوعاً عند الذين ينتمون إلى حالة اجتماعية واقتصادية منخفضة.

### انتشاره عند الأطفال
إن معدلات فرط ضغط الدم عند الأطفال والمراهقين آخذة بالازدياد. تعد معظم حالات ارتفاع ضغط الدم عند الأطفال، وخاصة قبيل سن المراهقة، ثانوية وتحدث نتيجة لاضطراب أساسي. فيما عدا السمنة، تعد أمراض الكلى السبب الأكثر شيوعاً (بنسبة 60-70%) لإصابة الأطفال بفرط ضغط الدم الثانوي. بينما يشكل فرط ضغط الدم الأساسي أغلب الحالات الأخرى.

## تاريخ المرض

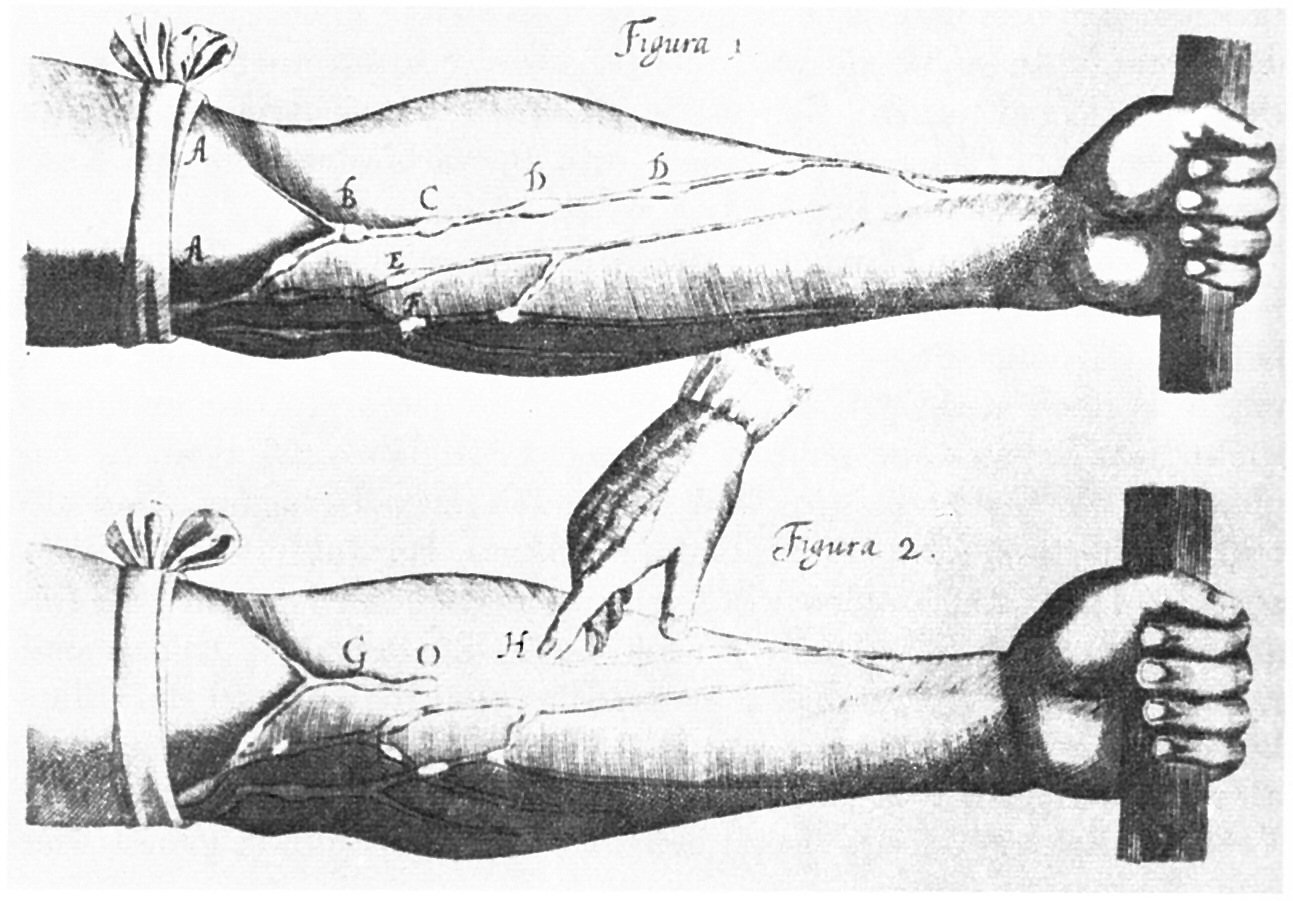
صورة توضح الأوردة من كتاب تمارين تشريحية على حركة القلب والدم في الحيوانات لويليام هارفي

بدأ الفهم الحديث لجهاز القلب والأوعية الدموية بأعمال الطبيب ويليام هارفي (1578-1657) الذي وصف الدورة الدموية في كتابه De otu ordis («حول حركة القلب والدم»). وكان أول قياس لضغط الدم عام 1733 هو ما نُشر لرجل الدين الإنجليزي ستيفن هايلز. حدد وصف فرط ضغط الدم كمرض كل من توماس يونغ عام 1808 وريتشارد برايت عام 1836. وكان أول تقرير حول ارتفاع ضغط الدم لدى شخص بلا دليل على إصابته بمرض في الكلى من إعداد فريدريك أكبر محمد (1849-1884). ومع ذلك، فقد ظهر ارتفاع ضغط الدم كمرض سريري إلى الوجود عام 1896 مع اختراع سيبيوني ريفا-روكي لمقياس ضغط الدم عام 1896. سمح هذا الاختراع بقياس ضغط الدم في العيادة. وفي عام 1905، حسَّن نيكولاي كوروتكوف التقنية بوصف أصوات كوروتكوف التي كانت تسمع عند الإصغاء إلى الشريان بالسماعة الطبية عند إفراغ مقياس ضغط الدم من الهواء وهو مربوط إلى الذراع.

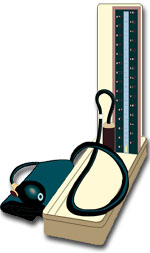
مقياس ضغط الدم الزئبقي

كان علاج ما يسمى «بمرض النبض الصلب» في الماضي يتضمن خفض كمية الدم بواسطة الفصد (إسالة الدم.) أو استخدام العلق. وقد أيد الإمبراطور الأصفر (إمبراطور الصين) وآولوس كورنيليوس سلزوس وجالينوس وأبقراط إلى إسالة الدم.
في القرنين التاسع عشر والعشرين، قبل أن يصبح العلاج الدوائي الفعال لفرط ضغط الدم ممكنًا، استخدمت ثلاث طرق للعلاج وكان لها أعراض جانبية كثيرة جداً. تضمنت هذه الطرق:
منع الصوديوم تماماً (على سبيل المثال نظام الأرز الغذائي )
- قطع الودي (الاستئصال الجراحي لأجزاء من الجهاز العصبي الودي)
- العلاج المولد للحمى (حقن مواد تسبب ارتفاع درجة الحرارة، وخفض ضغط الدم بطريق غير مباشر).[112][116]

كان ثيوسيانات الصوديوم أول مادة كيميائية استخدمت لعلاج فرط ضغط الدم عام 1900 ولكن كان لها أعراض جانبية كثيرة ولم يكن استخدامها شائعا. ثم طورت عدة عوامل أخرى بعد الحرب العالمية الثانية، وكان أكثرها شيوعا وفعالية إلى حد معقول كلوريد رباعي ميثيل الأمونيوم ومشتقاته هكساميثونيوم وهيدرالازين وريزيربين (المشتق من النبات الطبي جذر الثعبان الهندي أو Rauvolfia serpentina). كما تحقق تقدم كبير باكتشاف العناصر الفموية المتاحة التي يتحملها الجسم جيدًا. وكان أول هذه العناصر كلوروثيازيد، وهو من صنف ثيازيد من مدرات البول، الذي تم تطويره من السلفانيلاميد وهو من المضادات الحيوية وأصبح متاحا في 1958. ثم ظهرت تباعاً حاصرات بيتا ومحصرات قنوات الكالسيوم ومثبطات الإنزيم المحول للأنجيوتنسين وضادات مستقبلات أنجيوتنسين II ومثبطات الرينين.

## المجتمع والثقافة

### الوعي

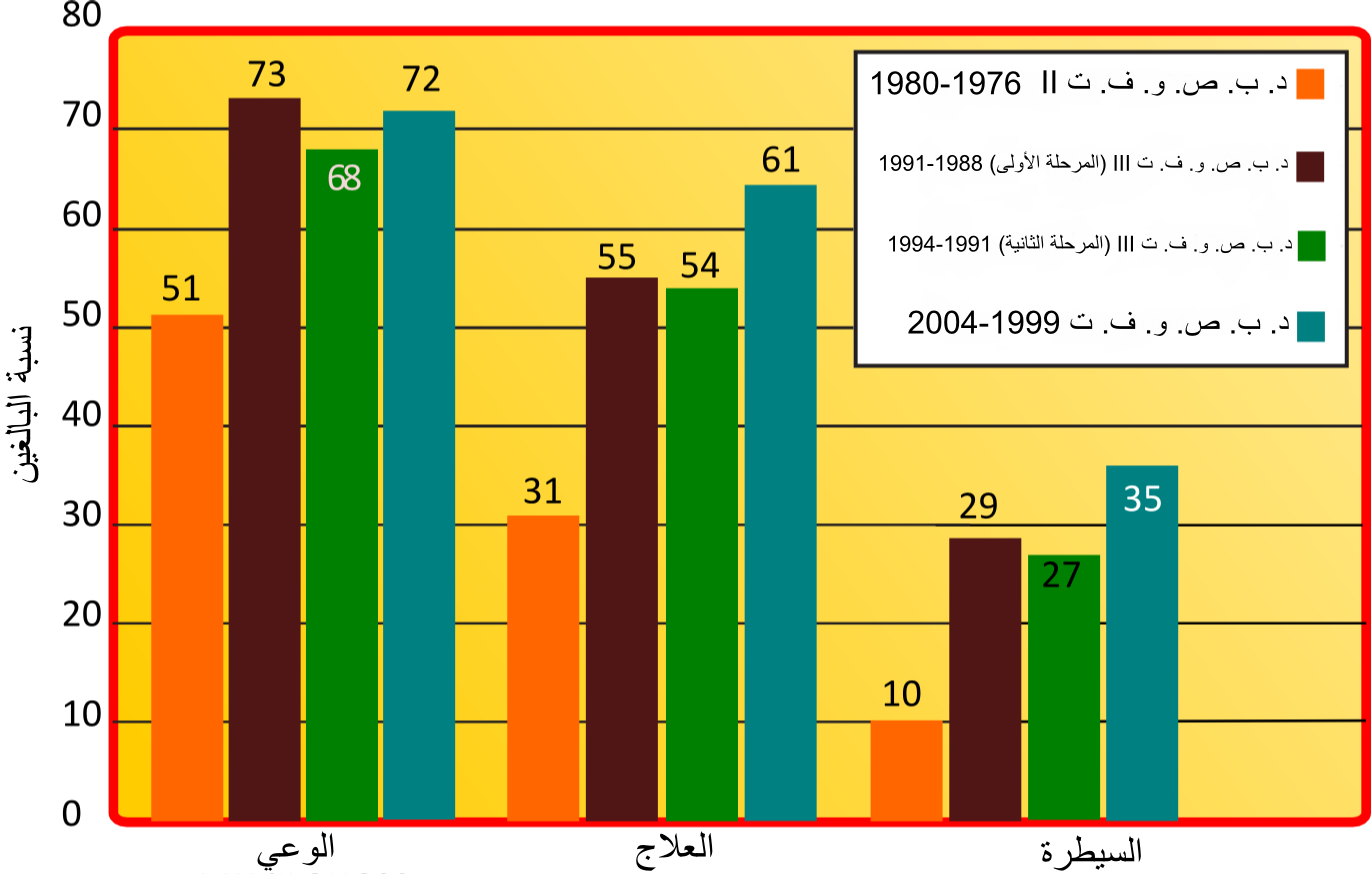
رسم بياني يوضح انتشار الوعي حول ضغط الدم المرتفع وعلاجه والسيطرة عليه ومقارنته في الدراسات الأربع لاستقصاء الصحة الوطنية وفحص التغذية

حددت منظمة الصحة العالمية فرط ضغط الدم أو ضغط الدم المرتفع بأنه السبب الرئيسي للوفيات المتعلقة بالقلب والأوعية الدموية. وأقرت الرابطة العالمية لفرط ضغط الدم (WHL) - وهي منظمة تضم تحت لوائها 85 جمعية ورابطة وطنية لفرط ضغط الدم - أن أكثر من 50% من الأشخاص الذين يعانون من ارتفاع ضغط الدم حول العالم لا يدركون أنهم مصابون به. ولمواجهة هذه المشكلة، شرعت الرابطة العالمية لفرط ضغط الدم بالبدء بحملة توعية على المستوى العالمي حول فرط ضغط الدم في عام 2005 وكرست يوم 17 مايو من كل عام ليكون اليوم العالمي لفرط ضغط الدم (WHD). وعلى مدى السنوات الثلاث التالية، زادت مشاركة المجتمعات الوطنية في اليوم العالمي لفرط ضغط الدم وتميزت أنشطتها بالابتكار في نقل الرسالة إلى الجمهور. ففي 2007، كانت هناك مشاركة قياسية من 47 بلدًا من البلدان الأعضاء في اليوم العالمي لفرط ضغط الدم. وخلال أسبوع الاحتفال بهذا اليوم، شاركت كل هذه البلدان مع الحكومات الوطنية والمجتمعات المهنية والمنظمات غير الحكومية والصناعية الخاصة لتعزيز الوعي حول فرط ضغط الدم من خلال مختلف وسائل الإعلام والتجمعات العامة. وقد وصلت الرسالة إلى أكثر من 250 مليون شخص عبر وسائل الإعلام مثل الإنترنت والتلفزيون. ومع تزايد الزخم عاماً بعد عام، تزايدت ثقة الرابطة العالمية لفرط ضغط الدم في إمكانية الوصول إلى كل العدد المقدر أنه مصاب بفرط ضغط الدم والبالغ تقريبا 1.5 مليار شخص.

### اقتصاديات المرض
يعد فرط ضغط الدم من أكثر المشاكل الطبية المزمنة الشائعة التي تستدعي القيام بزيارات إلى مقدمي الرعاية الصحية الأولية في الولايات المتحدة، حيث قدرت جمعية القلب الأمريكية التكاليف المباشرة وغير المباشرة لفرط ضغط الدم بمبلغ 76.6 مليار دولار في 2010. ففي الولايات المتحدة، يدرك 80% من الأشخاص الذين يعانون من فرط ضغط الدم حالتهم ويتناول 71% منهم بعض الأدوية الخافضة للضغط. ومع ذلك، فإن 48% من الأشخاص الذين يدركون أنهم يعانون من فرط ضغط الدم هم فقط القادرين على السيطرة على حالتهم على نحو ملائم. إن القصور في تشخيص فرط ضغط الدم وعلاجه يمكن أن يضعف القدرة على السيطرة عليه. يواجه العاملون في الرعاية الصحية عقبات كثيرة لتحقيق السيطرة على ضغط الدم، بما في ذلك المقاومة في الاستجابة للعلاج رغم تناول عدة أدوية وعدم تحقيق الغاية من علاج فرط ضغط الدم. كما يواجه المرضى تحديات تتمثل في الالتزام بالبرامج العلاجية وتغييرهم لأنماط حياتهم. ورغم ذلك، يمكن تحقيق أهداف علاج ضغط الدم. يقلل بشكل ملحوظ خفض ضغط الدم التكلفة المرتبطة بالرعاية الصحية المتقدمة.